# Îndrăgostiții
Îndrăgostiții (titlul original: în italiană Gli innamorati) este un film de comedie franco-italian, realizat în 1956 de regizorul Mauro Bolognini, protagoniști fiind actorii Antonella Lualdi, Franco Interlenghi, Sergio Raimondi și Valeria Moriconi.

## Rezumat
Pentru a-și suplimenta veniturile, Nando, proprietarul unui atelier mecanic, se dedică romanelor foto, stârnind gelozia iubitei sale Marisa. Otello, care lucrează ca frizer, o iubește sincer pe Adriana, sora lui Nando, care însă s-a promis lui Franco care cedează lingușirii surorii Ines, proprietară împreună cu soțul ei Cesare, a restaurantului din cartier. Ines, plictisită să stea acasă, merge la o sală de bal, în ciuda opoziției soțului ei și îl întâlnește pe Franco cu care dansează, iar Adriana se poate logodi în sfârșit cu Otello. Franco încearcă în toate felurile să o recâștige pe Adriana și datorită unei ture pe motocicletă cei doi fac pace.

## Distribuție
- Antonella Lualdi – Adriana, coafeză
- Franco Interlenghi – Franco
- Sergio Raimondi – Nando, fratele lui Adriana
- Valeria Moriconi – Marisa
- Nino Manfredi – Otello, coafor
- Gino Cervi – Cesare
- Cosetta Greco – Ines
- Alessandra Panaro – Marcella
- Nadia Bianchi – Alba Del Bosco, diva fotoromanelor
- Decimo Cristiani – Luciano
- Giancarlo Zarfati – Gnappetta
- Oscar Blando – „Er Gratta”
- Nino Marino – Gaetano
- Gigi Reder – Annibale
- Guido Alberti – Alberto
- Toni Ucci – prezentatorul concursului de coafură „Foarfeca de aur”
- Mario De Simone – regizorul de romane foto
- Armando Annuale – batrânul cu pălarie în piață

## Premii și nominalizări
Filmul a fost prezentat în selecție oficială în competiție la Festivalul de Film de la Cannes din 1956.

## Lansare
Filmul Îndrăgostiții a avut premiera în Roma pe data de 27 ianuarie 1956.
În România premiera filmului a avut loc la data de 27 decembrie 1956 la cinematografele „Republica” și „Elena Pavel” din capitală.